# Moffie
Moffie ist ein Filmdrama von Oliver Hermanus, das 2019 im Rahmen der Filmfestspiele von Venedig seine Premiere feierte. Der Film basiert auf dem autobiografischen Roman Moffie: A Novel von André Carl van der Merwe, in dem er die Verfolgung schwuler Männer während der Apartheid zur Zeit des südafrikanischen Grenzkrieges beschreibt.

## Handlung
Der 18-jährige Nicholas van der Swart weiß schon lange, dass er anders als die Anderen ist. Es ist das Jahr 1981. Wie alle anderen weißen jungen Männer über 16 Jahren muss auch Nicholas zwei Jahre lang Wehrpflicht in der Armee Südafrikas leisten, um das Apartheid-Regime zu verteidigen. Nach einer Abschiedsparty fährt er mit dem Zug zu seinem Einsatzort.
Trotz seines weichen „englischen“ Aussehens hat Nicholas einen Afrikaans-Namen. Diesen hat er nach der Scheidung seiner Eltern von seinem Stiefvater übernommen. Sein leiblicher Vater hat ihm ein Pornomagazin mitgegeben, in dem er ein Foto von sich versteckt hat, das Nicholas wie einen Schatz hütet.
Die militärische Ausbildung ist entmenschlichend, da die Armee versucht, diese Jungen in „Männer“ zu verwandeln und jede Spur von weiblichem oder „schwachem“ Verhalten auszumerzen. Sie werden angeschrien und aufgefordert, keine „Moffies“ zu sein. Während nach und nach einige seiner Kollegen aus dem Dienst genommen werden, kann sich der große und körperlich fitte Nicholas im Dienst beweisen. Die Strafe für Rekruten, die sich bei unzüchtigem Verhalten mit ihren Kameraden erwischen lassen und als zu weich erweisen, reicht von einer körperlichen Bestrafung bis hin zu einer Unterbringung in der gefürchteten „Abteilung 22“, eine Art Irrenanstalt.
Wenn zu den Trainingsaktivitäten jedoch das nackte Schwimmen in einem See und schweißtreibende, oberkörperfreie Volleyballspiele gehören, ist es leichter gesagt als getan, den natürlichen Drang zu kontrollieren. Während einer Übung muss sich Nicholas den begrenzten Platz in einem Schützengraben mit Dylan Stassen teilen. Sie müssen ganz nah zusammenrücken, um nicht zu frieren. Dieser intime Moment hat ein fortan stilles Verständnis der beiden jungen Männer füreinander zur Folge.
Die Truppe muss sich ins Landesinnere bewegen, an die Grenze zu Angola, um Südafrika im „Grenzkrieg“ gegen den Kommunismus, gegen die von der Sowjetunion unterstützte MPLA und gegen die „schwarze Gefahr“ zu verteidigen.

## Literarische Vorlage
„Als wir uns von dem Kraal entfernen, taumelt eine Frau von ihrer Hütte durch eine Öffnung in dem primitiven Zaun. Ihr Wehklagen, das schmerzhafte Keuchen, als ihr Schrei verstummt, fährt durch mich hindurch. In diesem Moment weiß ich, dass ich so große Qualen erleide, die so umfassend sind, dass mich in meinen neunzehn Jahren nichts darauf hätte vorbereiten können.“

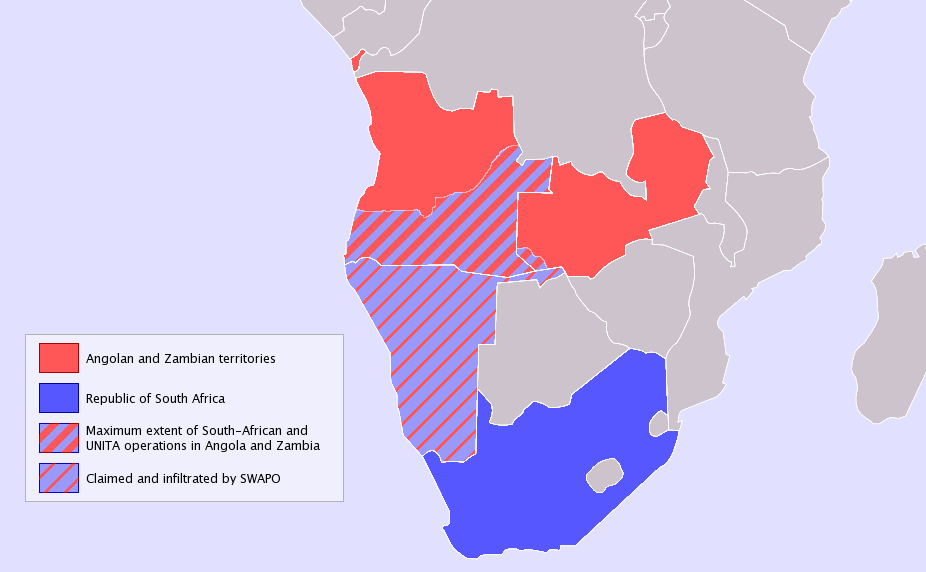
Die Parteien im südafrikanischen Grenzkrieg

Der Film basiert auf dem autobiografischen Roman von André Carl van der Merwe über seine Zeit in der Armee, den er 2006 unter dem Titel Moffie: A Novel veröffentlichte. Hierfür verwendete er seine Tagebücher, die er als Teenager und während seines Wehrdienstes führte. Der Roman versetzt den Leser in die Welt eines jungen schwulen Wehrpflichtigen, der ironischerweise ein Regime verteidigt, das seine Identität aktiv unterdrückt, und spielt zur Zeit des südafrikanischen Grenzkrieges, dort auch als „Angolan Bush War“ bezeichnet, der von 1966 bis 1989 in Südwestafrika tobte. In ihm kämpften die South African Defense Force (SADF) gegen die Volksbefreiungsarmee von Namibia (PLAN). Der Krieg führte zu einigen der größten Schlachten auf dem afrikanischen Kontinent seit dem Zweiten Weltkrieg und war eng mit dem angolanischen Bürgerkrieg verbunden. Der Krieg wurde von der Apartheid-Regierung angeblich zum Schutz vor dem Kommunismus geführt.
Van der Merwe beschreibt die fragliche Mission auf der ersten Seite seines Buches eindrücklich: „Ich bin in der Hölle gelandet […]. Gezwungen, Menschen zu töten, die ich nicht kenne, aus einem Grund, an den ich nicht glaube. Mein bester Freund Malcolm sitzt neben mir. Wir sind die einzigen Soldaten hinten auf dem Fahrzeug. Wir sind die einzigen, die noch nie getötet haben, und wir sind die einzigen, die sich nicht freiwillig für dieses Kriegsleben gemeldet haben. Die anderen Soldaten haben dieses Leben gewählt.“ Er widmete das Buch allen Menschen, die in der Armee unter Vorurteilen und den Folterungen von Ward 22 gelitten haben und denjenigen, die heute noch immer darunter leiden.
„Moffie“, der Titel des Buchs, nimmt Bezug auf den afrikaansen Ausdruck für einen Mann, der sich wie eine Frau kleidet und verhält.

## Produktion

### Stab und Filmtitel
Regie führte Oliver Hermanus, der gemeinsam mit Jack Sidey auch das auf van der Merwes Roman basierende Drehbuch schrieb. Als Hermanus die Memoiren von van der Merwe zum ersten Mal las, war er ziemlich angetan von der Textur und den Details, die er über diesen Teil der südafrikanischen Geschichte erzählte: „Ich wusste nichts über die Behandlung schwuler Wehrpflichtiger, über die psychiatrische „Abteilung 22“ oder den Schaden, den das System so vielen Männern zufügte, und ich hatte das starke Gefühl, dass Moffie eine Macht hatte, die auf einer Kinoleinwand erzählt werden musste.“ Im Zentrum seines Films stehe das eine Wort „Moffie“, das jeder in Südafrika lebende schwule Mann kennt. Sein Wunsch sei es gewesen, dieses Wort mit seinem Film zu denuklearisieren. Hermanus beschreibt den Begriff wie „Sissy“ und „faggot“ (engl. für „Schwuchtel“) in einem Wort und ein Symbol für gescheiterte Männlichkeit ebenso wie für Homosexualität an sich. „Moffie“ sei austauschbar mit „Pädophiler“ gewesen, habe einen Fehler gekennzeichnet und sei ein Gradmesser für die Frage gewesen: „Bist du ein Mann oder nicht?“ In diesem Sinne sei das Wort ein wichtiges psychologisches Instrument im Arsenal der Depersonalisierung und Brutalisierung der Bootcamps gewesen und ein Stempel, den es um jeden Preis zu vermeiden galt. Ebenso sei „kommunistisch“ austauschbar mit „terroristisch“ und austauschbar mit „schwarzer Mann“ gewesen, wie Hermanus bemerkt: „Die Apartheid hat einen sehr binären Code geschaffen.“ Auch wenn „Moffie“ für gewöhnlich einfach mit „Schwuchtel“ übersetzt wird, liege die wahre Bedeutung näher am „N-Wort“, das verwendet wird, um blanken Hass zum Ausdruck zu bringen, so Chris Machell in CineVue.

### Drehbuchentwicklung
Auch wenn Hermanus in seinem Film die Anziehungskraft zwischen dem Protagonisten Nicholas und Strasser beschreibt, hat er die Liebesgeschichte absichtlich heruntergespielt, die in Van der Merwes Roman noch eine klarere romantische Linie hatte: "Eine meiner wichtigsten Regeln war von Anfang an, dass es keine konventionelle Liebesszene geben würde: Es sollte kein Beziehungsdrama werden." Wichtiger sei es ihm gewesen, ein Verständnis für diese Generation von Männern, die eine schwierige Zeit durchlebt hat, aufzubauen. Es handelt sich bei Moffie um Hermanus' zweiten Film mit schwuler Thematik. Guy Lodge schreibt in Variety, Moffie und Hermanus' zutiefst verstörender Film Beauty von 2011 ergänzten sich auf vielfältige Weise. Beide enthüllten die gewalttätige Homophobie, die in der stark patriarchalischen weißen Afrikaans-Bevölkerung des Landes vorherrscht. Sie näherten sich dem Thema jedoch aus verschiedenen Blickwinkeln. Während sich Beauty auf einen selbstverachtenden schwulen Afrikaner konzentrierte, der in seiner eigenen Gesellschaft gefangen ist, untersuche Moffie Vorurteile aus der Perspektive eines Soldaten englischer Abstammung, der lernt, sich anzupassen oder zu sterben.

### Besetzung und Dreharbeiten
Die Hauptrolle von Nicholas van der Swart wurde mit Kai Luke Brümmer besetzt, der als Junge von Matt Ashwell verkörpert wird. Brümmer und der Regisseur seien sich einig gewesen, dass Nicholas nicht wie eine starke Person aussehen sollte. Daher begann Brümmer zu Beginn der Dreharbeiten mit dem Abnehmen und verlor bis zum Drehende rund 11 Kilogramm Körpergewicht. Der Schauspieler bemerkt, er sei während seiner Kindheit immer wieder auf dem Spielplatz als „Moffie“ bezeichnet worden, weil er Ballett lernte. In Südafrika des Jahres 1981 als „Moffie“ bezeichnet zu werden, sei aber eine ganz andere Geschichte gewesen. Dennoch seien Nicholas' Erfahrungen mit seiner Sexualität nicht in einer fernen Vergangenheit verortet, sondern würden von Menschen auch heute noch erlebt.
Die restliche Besetzung besteht aus ausgebildeten Schauspielern und Laiendarstellern. Der Regisseur hatte sie viel Zeit mit einem Militärberater verbringen lassen, der sie durch ein SADF-Bootcamp führte. Zudem wurden sie im Umgang mit R1-Gewehren geschult.
Die Dreharbeiten fanden im Sommer 2018 an verschiedenen Orten in der südafrikanischen Provinz Western Cape statt.

### Filmmusik und Veröffentlichung
Die Filmmusik komponierte Braam du Toit, mit dem Hermanus bereits für seinen Film The Endless River zusammenarbeitete. Die Aufnahme entstand an fünf Tagen in einer kleinen Kirche am Ufer des Bree River. Simran Hans vom Guardian erklärt, die spannungsgeladene, dissonante Streichmusik des Komponisten vermittele das Gefühl für ein inneres Sturmbrauen und unterstreiche besonders zu Beginn des Films die Darstellung von Hermanus’ Protagonisten als Einzelgänger. Jamie Dunn bemerkt in seiner Kritik, die atonalen Klänge schienen direkte aus dem Kopf des verängstigten Nicholas zu stammen, und auch die bevorzugt handgehaltenen Nahaufnahmen von Jamie Ramsay würden dieser musikalischen Intensität entsprechen, die so intim sind, dass der Zuschauer sehen kann, wie der Schweiß aus den Poren der Schauspieler dringt. Klassische Stücke von Bach und Vivaldi in ihrer barocksten Form tragen zur fieberhaften Atmosphäre des Films bei, so Dunn weiter.
Eine erste Vorstellung des Films erfolgte am 4. September 2019 im Rahmen der Filmfestspiele von Venedig. Anfang Oktober 2019 wurde er beim London Film Festival im offiziellen Wettbewerb vorgestellt. Im Januar 2020 wurde er beim Palm Springs International Film Festival gezeigt. Da der Film bereits für die 55. Ausgabe des Filmfestivals Karlovy Vary ausgewählt worden war, dieses jedoch wegen der Coronavirus-Pandemie abgesagt wurde, erfolgten Anfang Juli 2020 im Rahmen der Initiative „KVIFF at Your Cinema“ Vorstellungen, wo er als einer von insgesamt 16 Filmen neun Tage lang in verschiedenen Kinos in Tschechien gezeigt wurde. Ab Ende August 2020 erfolgten Vorstellungen in Deutschland, so beim Queerfilmfest in Köln. Ebenfalls Ende August 2020 wurde der Film beim Molodist International Film Festival, das in einer Hybridversion stattfindet, im Wettbewerb vorgestellt. Vorstellungen erfolgten zudem im Rahmen des von 24. September bis 4. Oktober 2020 stattfindenden Zurich Film Festivals. Am 9. April 2021 kam der Film in die US-Kinos. Ein Kinostart in Deutschland war am 21. Januar 2021 vorgesehen. Aufgrund des anhaltenden Lockdowns im Zuge der Corona-Pandemie gibt es jedoch derzeit keinen konkreten Starttermin.

## Rezeption

### Kritiken
Der Film konnte bislang 91 Prozent aller Kritiker bei Rotten Tomatoes überzeugen und erhielt hierbei eine durchschnittliche Bewertung von 7,5 der möglichen 10 Punkte. Immer wieder wurde Moffie dabei mit Full Metal Jacket und Moonlight verglichen und meist als eine Mischung aus diesen beiden Filmen beschrieben. Auch Parallelen zu Claire Denis’ Film Beau Travail wurden bemerkt.
So schreibt Peter Bradshaw vom Guardian wie Denis in ihrem Film von 1999 von der Homoerotik in Herman Melvilles Erzählung Billy Budd im Kontext der französischen Fremdenlegion inspiriert wurde, reagiere Oliver Hermanus direkt auf die Schönheit männlicher Körper, aber die meiste Zeit sei die gezeigte Körperlichkeit einschüchternd und gewalttätig. Bradshaws Kollegin Simran Hans schreibt, eine nicht zu leugnende homoerotische Aufladung ziehe sich durch die Szenen, in denen glänzende männliche Körper verschwenderisch betrachtet werden und so an die anmutigen Legionäre in Denis' Film erinnerten. Der ruhige, verschlossene Nicholas fühle sich von dem neuen Rekruten und Provokateur Dylan Stassen angezogen, doch Hermanus behandele diese Liebesgeschichte nur als Subtext um auf diese Weise seine Aufmerksamkeit auf den viszeralen Sadismus der South African National Defence Force lenken und den emotionalen und physischen Tribut eines solchen toxischen Regimes kritisieren zu können.
Guy Lodge von Variety findet, Moffie sei Hermanus' Meisterwerk geworden, der mit diesem Film alle Versprechen und Tiefsinnigkeiten seiner früheren Arbeiten zu einer erstaunlichen Leistung formaler und narrativer Kunst zusammenfasst und ihn so als Südafrikas wichtigsten zeitgenössischen Filmemacher etabliert habe. Der Regisseur und der Kameramann Jamie D. Ramsay stilisierten in der witzigsten Szene des Films, als Soldaten in ihrer Freizeit Volleyball spielen, die eindeutig an ein Match in Top Gun angelehnt ist, den bekanntermaßen augenzwinkernden Subtext zu einer offeneren, ungenierten Homoerotik. Ein einziger, herzzerreißender Rückblick auf Nicholas 'Kindheit zeige aber auch, warum und wie er gelernt hat, seinen Blick abzuwenden, als ein solcher in den Duschräumen eines öffentlichen Schwimmbades ein geradezu aggressives Verhalten zur Folge hatte.

### Auszeichnung
British Academy Film Awards 2021
- Nominierung als Bestes Debüt eines britischen Drehbuchautors, Regisseurs oder Produzenten[30]

British Independent Film Awards 2019
- Nominierung für die Beste Regie (Oliver Hermanus)
- Nominierung als Breakthrough Producer (Jack Sidey)
- Nominierung für die Beste Kamera (Jamie D. Ramsay)[31]

Dublin International Film Festival 2020
- Auszeichnung mit Dublin Film Critics Special Jury Prize[32]

Festival Internacional de Cine en Guadalajara 2020
- Nominierung als Bester Spielfilm (Oliver Hermanus)[33]

Internationale Filmfestspiele von Venedig 2019
- Nominierung als Bester Film für den Venice Horizons Award	(Oliver Hermanus)
- Nominierung für den Queer Lion (Oliver Hermanus)

London Film Festival 2019
- Nominierung im Wettbewerb[34]

Molodist International Film Festival 2020
- Nominierung im Wettbewerb[22]

Darüber hinaus gelangte Moffie neben zwei weiteren südafrikanischen Filmen auch in die Vorauswahl für die Golden Globe Awards 2021 (Bester fremdsprachiger Film).